# Bert Sprotte
Bert Sprotte (9 de dezembro de 1870 — 30 de dezembro de 1949) foi um ator alemão. Ele apareceu em 77 filmes entre 1918 e 1938.